# Brusturi, Arad
Brusturi este un sat în comuna Hălmagiu din județul Arad, Crișana, România.